# Pierre Brunel
Pour les articles homonymes, voir Pierre Brunel (aviateur) et Brunel.
Pierre Brunel, né le 17 juillet 1939 à Moutardon (Charente, France), est un critique littéraire français.
Professeur émérite, il est spécialisé dans la littérature comparée.

## Biographie
Élève de l'École normale supérieure (1958), il est reçu premier à l'agrégation de lettres classiques en 1962, puis prépare deux thèses sur Paul Claudel, obtenant son doctorat d'État en 1970.
Professeur au Prytanée militaire de La Flèche de 1963 à 1965, assistant à la Sorbonne de 1965 à 1968, puis maître de conférences à l’université d’Amiens, il devient professeur à l'université Paris IV-Sorbonne en 1970, jusqu'à sa retraite en 2008, date à laquelle il devient professeur émérite. Il a fait à ce titre fonction de médiateur auprès du président. Il est nommé en 2001 vice-président du conseil d'administration de l'université Paris IV, fonction qu'il n’exerce plus.
À partir de 1991, il dirige la Société Paul Claudel.
En 1981, il fonde le Centre de recherche en littérature comparée (CRLC) dont il est le premier directeur. De 1982 à 1989, il dirige le département de littérature française et comparée. Depuis 1988, il est directeur des Cours de civilisation française de la Sorbonne. En 1995, il fonde le Collège de littérature comparée (CLC) dont il est président. Il a dirigé 120 thèses de doctorat de littérature comparée.
Il est élu en juillet 1995 membre de l'Institut universitaire de France à la chaire de littérature comparée et renouvelé dans cette chaire en 2000 qu'il quitte en 2005.
Membre de l’Association internationale de littérature comparée (AILC), il a présidé la Société française de littérature générale et comparée de 1985 à 1987. Il est docteur honoris causa de l’Université de Bâle, de l'Université de Turin,, et de l'Université de Thessalonique. Il est membre de l’Academia Europaea, dont le siège est à Londres.
Il dirige les collections : « Schena » aux Presses de l'Université de Paris-Sorbonne, « La Salamandre » à l'Imprimerie nationale en 1989 (une cinquantaine de volumes parus), et « Musique et musiciens » avec Xavier Darcos aux Presses universitaires de France.
Il participe au Groupe d’études balzaciennes, a préfacé et annoté plusieurs ouvrages de Balzac et dirigé un colloque sur cet auteur à l'Université Paris IV-Sorbonne, Balzac : temps et mémoire.
Du 21 novembre 2008 au 23 octobre 2009, il dirige une émission littéraire mensuelle sur Radio Courtoisie, Le Libre journal des belles-lettres.
Le 16 mars 2015, il est élu membre titulaire à l'Académie des sciences morales et politiques au fauteuil de Gérald Antoine (section morale et sociologie), dont il prononce l'éloge le 26 septembre 2016.
Il est président du Prix Jacques-Scherer pour le théâtre, et du Prix Éthiophile qui récompense des textes francophones, d'Afrique ou des Caraïbes.

## Ouvrages

### Sur la littérature
- 1972 : Histoire de la littérature française, Bordas (ouvrage collectif)
- 1977 : La Critique littéraire, PUF (ouvrage collectif)
- 1982 : Théâtre et cruauté, éditions des Méridiens
- 1983 : La Littérature comparée, Armand Colin (ouvrage collectif)
- 1988 : Dictionnaire des mythes littéraires (collectif, éd. du Rocher, rééd. 1994, 2000, 2003)
- 1992 : Mythocritique, Presses universitaires de France
- 1993 : Tirso, Molière, Pouchkine, Lenau. Analyses et synthèses sur un mythe littéraire. Édité avec José Manuel Losada, Paris, Klincksieck.  (ISBN 2252029390)
- 2001 : La Critique littéraire, coll. « Que sais-je ? »
- 2003 : Dictionnaire des mythes du fantastique[24] (ouvrage collectif), Limoges, PULIM, 297 p.  (ISBN 2-84287-276-2)

### Sur Paul Claudel
- 1964 : L'Otage de Paul Claudel ou le théâtre de l'énigme, Lettres modernes
- 1965 : Le Soulier de satin devant la critique, Lettres modernes
- 1971 : Claudel et Shakespeare, Armand Colin
- 1974 : L'Échange de Paul Claudel, Belles Lettres
- 1975 : Claudel et le satanisme anglo-saxon, Université d'Ottawa

### Sur Arthur Rimbaud
- 1983 : Rimbaud : projets et réalisations, Champion
- 1983 : Arthur Rimbaud ou l'éclatant désastre, Champ Vallon
- 1995 : Rimbaud, biographie, étude de l’œuvre, Albin Michel
- 1998 : Une saison en enfer, édition critique commentée, José Corti
- 1999 : Rimbaud : Œuvres complètes, La Pochothèque
- 2002 : Rimbaud, Livre de Poche essais
- 2004 : Éclats de la violence : pour une lecture comparatiste des “Illuminations” d'Arthur Rimbaud, José Corti
- 2009 : Ce sans-cœur de Rimbaud, Verdier
- 2017 : Rimbaud-Brunel. Le Bateau ivre d'Arthur Rimbaud. Un texte, une voix, Le Bord de l'Eau, collection « Études de style »

### Sur la musique
- 1980 : L'Opéra, Bordas (ouvrage collectif)
- 1981 : Vincenzo Bellini, Fayard
- 1997 : Les Arpèges composés : musique et littérature
- 1999 : Aimer Chopin, Presses universitaires de France, nouvelle éd. Symétrie, 2010
- 2003 : « Le secret en musique », in Sigila n° 11

### Autres
- 1971 : Le Mythe d'Electre, Armand Colin, (rééd. 1995 aux éd. Champion)
- 1974 : Le Mythe de la métamorphose, Armand Colin (reéd. 2004, José Corti, « Les Massicotés »)
- 1974 : L'Évocation des morts et la descente aux enfers, SEDES
- 1978 : L'État et le Souverain, Presses universitaires de France
- 1995 : Sarrasine - Gambara - Massimilla Doni d'Honoré de Balzac,folio classique, Gallimard
- 1995 : Butor : L'emploi du temps, Presses universitaires de France
- 1996 : Formes baroques au théâtre
- 1997 : Apollinaire entre deux mondes : le contrepoint mythique dans “Alcools” : Mythocritique II, PUF
- 1997 : Transparences du roman : le Romancier et ses doubles au XXe siècle
- 1998 : Monsieur Victor Hugo, Vuibert (2e : 2002)
- 1998 : Lectures d'une œuvre : les poésies de Stéphane Mallarmé ou échec au néant, éd. du Temps
- 1998 : Français Lycée : tout le programme de la seconde à la terminale
- 1998 : L'Imaginaire du secret, éd. Ellug
- 1998 : « Les Fleurs du mal » : entre fleurir et défleurir, Paris, Éditions du temps, coll. « Lectures d'une œuvre »
- 1999 : Dix mythes au féminin, Adrien Maisonneuve
- 2000 : La Légende des siècles (première série 1859), éd. du Temps
- 2000 : Dictionnaire pour l'étude des Complaintes de Jules Laforgue, éd. du Temps
- 2001 : 1939 dans les lettres et les arts : essais offerts à Yves Chevrel (avec Danièle Chauvin)
- 2001 : Glissements du roman français au XXe siècle, Klincksieck
- 2001 : Basso continuo, Presses universitaires de France
- 2002 : Dictionnaire des mythes féminins (collectif), éd. du Rocher
- 2002 : Voix autres, voix hautes : romans femmes du XXe siècle
- 2002 : Où va la littérature française aujourd'hui ?, Vuibert
- 2002 : Baudelaire et le « puits des magies ». Six essais sur Baudelaire et la poésie moderne, Paris, José Corti
- 2003 : Philippe Jaccottet : cinq recueils, éd. du Temps
- 2003 : Va-et-vient / Hugo Rimbaud Claudel, Klincksieck
- 2003 : Mythopoétique des genres, Presses universitaires de France
- 2007 : Baudelaire antique et moderne, Paris, Presses Universitaires Paris Sorbonne
- 2012 : Rue des Martyrs, Les éditions du Littéraire
- 2013 : Michel Butor L'Emploi du temps - ou le mode d'emploi d'un labyrinthe, Les éditions du Littéraire
- 2019 : Le Mythe de la métamorphose, José Corti, coll. « Les Massicotés »
- 2020 : Les Grands Mythes pour les nuls, éditions First, coll. « Pour les nuls »